# トランスフォーマー THE GAME
『トランスフォーマー THE GAME』（Transformers: The Game）は、アクティビジョンから発売されたアクションゲーム。日本では2007年8月4日に公開された映画トランスフォーマー（スティーヴン・スピルバーグ制作総指揮、パラマウント映画配給）をゲーム化したものである。

## 概要
プレイヤーは、正義の「オートボット」と悪の組織「ディセプティコン」のいずれかを選択し、バンブルビーなどを操作しトランスフォーム（変形）を自由自在に行い戦闘を開始する。
他にもニンテンドーDS版、PSP版、Xbox 360版、PC版があるがいずれも日本未発売。
ニンテンドーDS版には、オートボット版とディセプティコン版が発売。
ハイビジョン対応のプレイステーション3版は、映画さながらの映像美でプレイ可能。Xbox 360の日本版は未発売だが、アジア版は日本のXbox 360でプレイでき、PS3版同様にハイビジョンでプレイできる（海外版なので日本語は未収録）。なお海外ではPSP版も発売。
日本国外では実写映画版の続編公開と合わせ、ゲーム版の続編でもある「Transformers: Revenge of the Fallen」が2009年に発売され、2011年には「Transformers: Dark of the Moon」が発売されたが、日本では発売されなかった。

## ストーリー

### オートボット編
サイバトロン星の復活の鍵を握るオールスパークを求めて地球に来たオートボット軍団は地球人のサム・ウィトウィッキーがその手がかりを持っていると気付く。

### ディセプティコン編
地球征服のため、オールスパークの力を求め政府の軍事基地を攻撃するディセプティコン軍団。

## 声の出演
- オプティマス・プライム：ピーター・カレン
- ジャズ：アンドリュー・キシノ
- アイアンハイド、ホイスト：マーク・ライアン
- ラチェット、サイドスワイプ：フレッド・タタショア
- ホイルジャック：エリック・パソジャ
- トレイルブレイカー：スティーヴン・ブルーム
- メガトロン：フランク・ウェルカー
- スタースクリーム、ハウンド：ダニエル・ロイス
- バリケード：キース・デイヴィッド
- ショックウェーブ、ミックスマスター：ダニエル・リオーダン
- ブラックアウト、ドレッドウィング：ノア・ネルソン
- ブロウル：デビッド・ゾロボフ
- サンダークラッカー：セス・ブレイラー
- サム・ウィトウィッキー：シャイア・ラブーフ
- ミカエラ・ベインズ：ミーガン・フォックス

## トランスフォーマー

### オートボット
- オプティマス・プライム
- バンブルビー
- ジャズ
- アイアンハイド
- ラチェット

### ディセプティコン
- メガトロン
- スタースクリーム
- ブラックアウト
- スコルポノック
- バリケード
- ボーンクラッシャー
- ブロウル
- フレンジー

#### 戦闘員
- スィンドル
- ロングアーム
- ペイロード
- ドレッドウイング

## スタッフ
- プロデューサー：矢野要介